# Orfne
Nella mitologia greca, Orfne (in greco antico: Ὀρφνή?, Orphnḕ), chiamata anche Gorgira (in greco antico: Γοργύρα?, Gorgýrā), è una ninfa avernale, sposa dell'Acheronte e madre del suo figlio Ascalafo, che si diceva avesse partorito in una selva oscura.